# Fischer Sports
Die Fischer Sports GmbH ist ein österreichisches Unternehmen, das Artikel für den alpinen und nordischen Skisport herstellt oder vermarktet. Fischer Sports ist nach eigenen Angaben Weltmarktführer im nordischen Skisport und einer der umsatzstärksten Skihersteller der Welt. Die Zentrale befindet sich in Ried im Innkreis.

## Konzernstruktur
Der Fischer Sports GmbH gehören mehrere Unternehmen an:
- Fischer Deutschland GmbH (GER)
- Fischer Mukatschewo (UKR)
- Fischer Skis US, LLC (USA)
- Fischer Footwear SRL, Montebelluna (ITA)
- Fischer France SARL (FRA)

## Geschichte

### Die Anfänge
Josef Fischer gründete das Unternehmen 1924 in Ried im Innkreis. Zunächst wurden Leiterwagen und Rodel hergestellt. Ab dem Winter 1924/25 produzierte man auch Ski. Die damals noch im Holzschuppen von Josef Fischer Senior gefertigten Ski waren zu 100 % handgearbeitete Unikate. Die für die Erweiterung des Betriebes nötigen Maschinen und Anlagen baute Josef Fischer zum Teil selbst. 1936 begann die Serienfertigung von Skiern. 1938 exportierte Fischer 2000 Paar Ski nach Nordamerika. Nach Kriegsbeginn war dies nicht mehr möglich; während der Kriegszeit wurden Skier für die Wehrmacht produziert.

### Umbruch und Aufbruch

Das alte Fischer-Logo

Gegen Ende der 1940er Jahre begann eine neue Ära in der Skiproduktion. Bis dahin wurden Ski aus einem Stück Holz verarbeitet; ab dann setzte man einzelne Teile zu einem funktionierenden Ganzen zusammen. 1957 wurden nach einem Brand im Fabrikgebäude die Produktionsflächen auf 8000 m² ausgebaut. Zu dieser Zeit wurde bereits ein Viertel der Produktion exportiert; Nordamerika wurde neben Deutschland einer der wichtigsten Auslandsmärkte.
Das dreieckige Logo des Unternehmens wurde 1958 von dem Designer Rudolf Ferch entworfen. 1959 übernahmen nach dem Tod von Josef Fischer sen. sein Sohn Josef „Pepi“ Fischer jun. (1929–2020) und dessen Schwester Selma Sturmberger die Leitung des Unternehmens. 1962 errang Egon Zimmermann die erste Medaille auf einem Fischer-Ski bei Alpinen Skiweltmeisterschaften, als er bei den Weltmeisterschaften in Chamonix Dritter in der Abfahrt wurde. 1964 errichtete Fischer eine neue Skifabrik am Stadtrand von Ried im Innkreis.

### Wachstum und Innovationen
Anfang der 1970er Jahre war Fischer die größte Skifabrik der Welt. Man erweiterte nun die Produktion um Langlaufski. Die Fiberglasummantelung des Europa 77 gilt als eine Revolution. Diese Innovation war die Grundlage für die Eroberung des skandinavischen Marktes. Zuvor hatte man hier nur Ski mit Holzlaufflächen. In den 1970er Jahren wurden bei den Nordischen Skiweltmeisterschaften und den Olympischen Winterspielen zahlreiche Medaillen auf Fischer-Skiern gewonnen. Franz Klammer gewann bei den Olympischen Winterspielen 1976 die Goldmedaille in der Abfahrt auf Fischer-C4-Skiern. Im Juli 1973 übernahm Fischer den Strumpf- und Strickwarenerzeuger Löffler mit dem Ziel, moderne Sportbekleidung zu entwickeln. Ab 1984 konnten mit der Einführung der Vakuumbauweise besonders leichte Ski erzeugt werden. 1988 wurde eine Fabrik in der ukrainischen Stadt Mukatschewo eröffnet.

### Aktuelle Entwicklung als Familienunternehmen

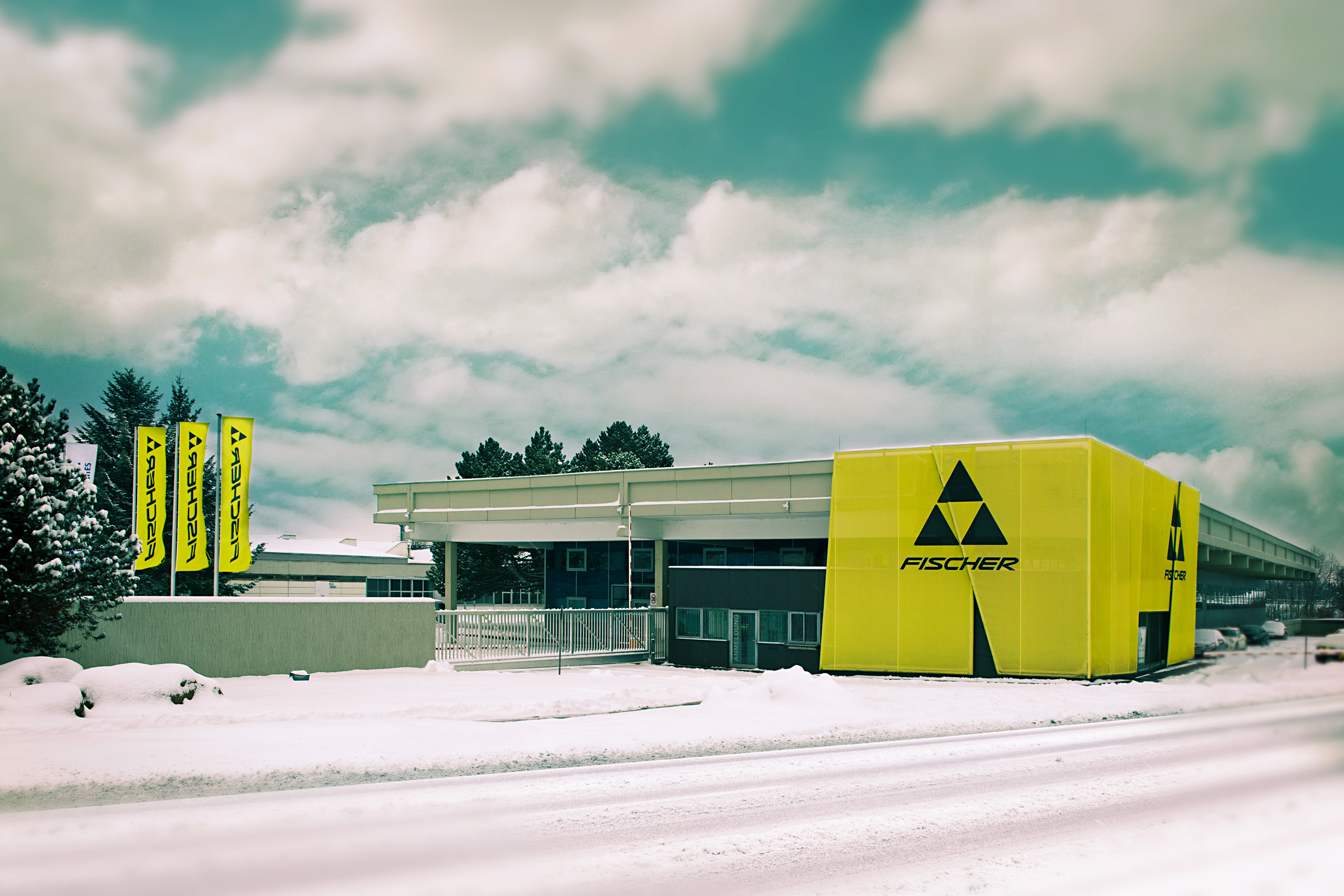
Fischer Sports Factory – Ried im Innkreis (AT) – 2017

2002 erfolgte der Rückkauf von Gesellschaftsanteilen von einem japanischen Partner, wodurch das Unternehmen wieder ein reines Familienunternehmen wurde. In der Saison 2007/08 war Fischer laut FIS die erfolgreichste Skimarke. Im Nordic-Bereich ist Fischer (Stand 2019) seit 2009/10 die erfolgreichste Ski- und Schuhmarke im Weltcup. Mit Vacuum Fit brachte Fischer 2011 ein System auf den Schuhmarkt, mit dem Skischuhe binnen weniger Minuten an den Fuß des Trägers angepasst werden können. Die Produktpalette von Fischer umfasst Alpin- und Langlauf-Ski, Skibindungen, Skistöcke und Skischuhe sowie Sprungski, Zubehör und Eishockeyschläger.

## Erfolge im Spitzensport
Bei den Olympischen Winterspielen in Sochi 2014 wurden 39 Gold-, 36 Silber- und 35 Bronzemedaillen von Athleten mit Fischer-Produkten gewonnen, vor allem in den nordischen Disziplinen. In Vancouver 2010 waren es zuvor 74 Medaillen gewesen. Die Norwegerin Marit Bjørgen, die von Fischer ausgestattet wird, ist seit Sochi 2014 die beste olympische Langläuferin aller Zeiten. Der US-Amerikaner Joss Christensen ist erster Olympiasieger in der Disziplin Slopestyle. Bei den Alpinen, Nordischen und Biathlon-Weltmeisterschaften 2017 in St. Moritz (SUI), Lahti (FIN) und Hochfilzen (AUT) hat die Fischer Race Family 45 Gold-, 45 Silber- und 38 Bronze-Medaillen – in Summe 126 Medaillen – gewonnen. Bei den Weltmeisterschaften 2019 in Seefeld (AUT), Östersund (SWE) und Åre (SWE) waren es 129 Medaillen – davon 45 Gold-, 40 Silber- und 43 Bronzemedaillen.

## Fischer im Nordischen Bereich
Fischer ist Ausstatter folgender Athleten (Auswahl):
| Athlet                   | Sportart              |
| ------------------------ | --------------------- |
| Johannes Thingnes Bø     | Biathlon              |
| Denise Herrmann-Wick     | Biathlon              |
| Kaisa Mäkäräinen         | Biathlon              |
| Dario Cologna            | Skilanglauf           |
| Maiken Caspersen Falla   | Skilanglauf           |
| Charlotte Kalla          | Skilanglauf           |
| Therese Johaug           | Skilanglauf           |
| Johannes Høsflot Klæbo   | Skilanglauf           |
| Ingvild Flugstad Østberg | Skilanglauf           |
| Martin Johnsrud Sundby   | Skilanglauf           |
| Jarl Magnus Riiber       | Nordische Kombination |
| Stefan Kraft             | Skispringen           |
| Kamil Stoch              | Skispringen           |

Folgende Athleten wurden in der Vergangenheit von Fischer ausgestattet (Auswahl):
| Athlet             | Sportart               |
| ------------------ | ---------------------- |
| Andreas Goldberger | Skispringen            |
| Adam Małysz        | Skispringen            |
| Magdalena Forsberg | Skilanglauf / Biathlon |
| Tora Berger        | Biathlon               |
| Laura Dahlmeier    | Biathlon               |
| Sven Fischer       | Biathlon               |
| Magdalena Neuner   | Biathlon               |
| Anastasiya Kuzmina | Biathlon               |
| Marit Bjørgen      | Skilanglauf            |
| Bente Skari        | Skilanglauf            |
| Petter Northug     | Skilanglauf            |
| Thomas Wassberg    | Skilanglauf            |
| Eric Frenzel       | Nordische Kombination  |

## Fischer im Alpinen Bereich
Fischer ist Ausstatter folgender Athleten (Auswahl):
| Athlet             | Sportart   |
| ------------------ | ---------- |
| Adrien Coirier     | Freeskiing |
| Daniel Yule        | Ski Alpin  |
| Max Kroneck        | Freeskiing |
| Sandra Lahnsteiner | Freeskiing |
| Steven Nyman       | Ski Alpin  |

Folgende Athleten wurden in der Vergangenheit von Fischer ausgestattet (Auswahl):
| Athlet               | Sportart  |
| -------------------- | --------- |
| Kristian Ghedina     | Ski Alpin |
| Nicole Hosp          | Ski Alpin |
| Denise Karbon        | Ski Alpin |
| Franz Klammer        | Ski Alpin |
| Hans Knauß           | Ski Alpin |
| Tanja Poutiainen     | Ski Alpin |
| Michael von Grünigen | Ski Alpin |
| Harti Weirather      | Ski Alpin |
| Egon Zimmermann      | Ski Alpin |